# Szenvedés

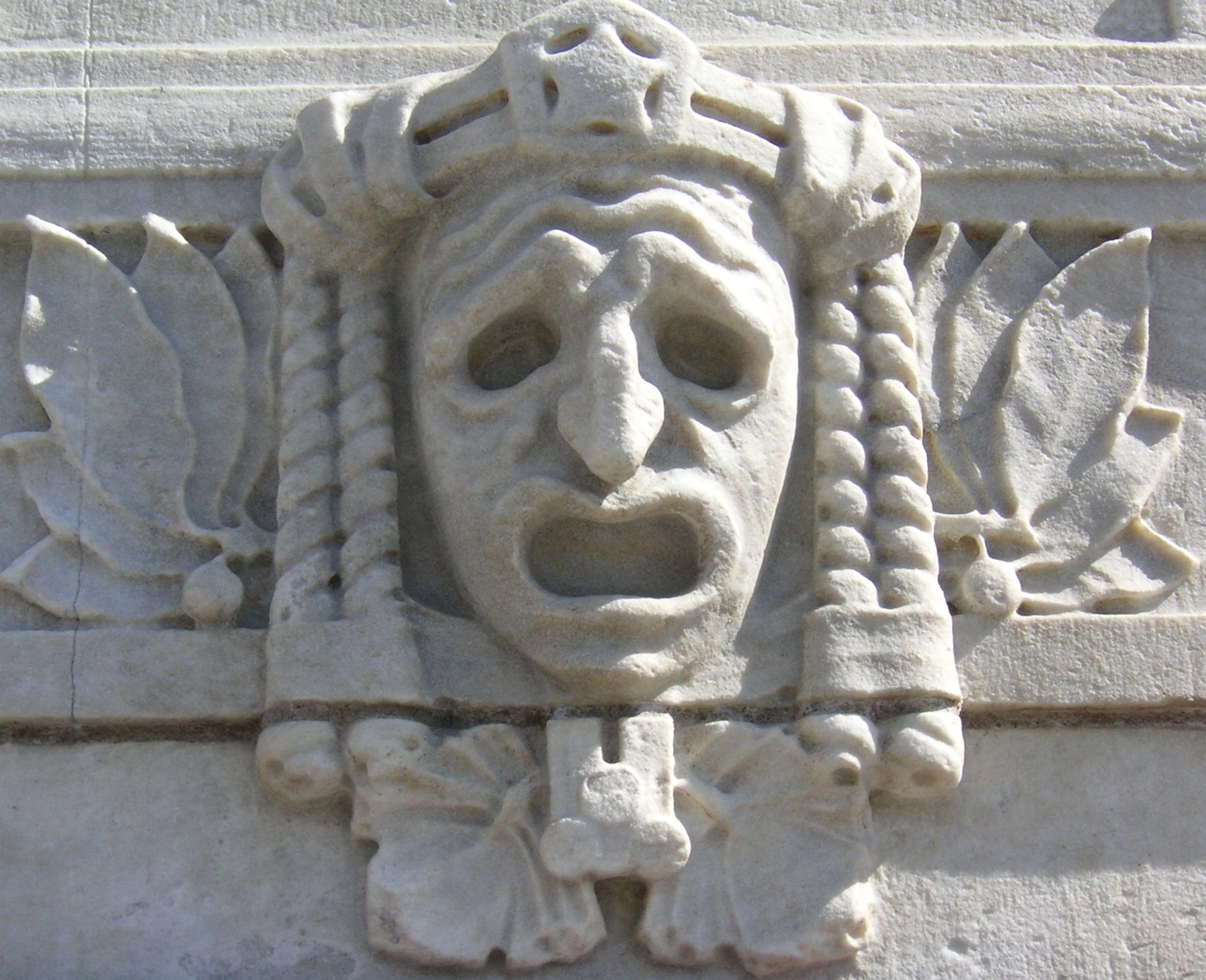
Tragikus maszk, a Királyi Drámai Színház homlokzatán, Stockholmban

A szenvedés, vagy tágabb értelemben a fájdalom, olyan tapasztalat, ami kellemetlenséggel, idegenkedéssel társul, és sérüléssel vagy károkozással fenyegeti az egyént. A Szenvedés alapvető eleme az negatív érzelmi hatásoknak. A szenvedés ellentéte az öröm, vagy a boldogság.
A szenvedést gyakran fizikaiként, vagy mentálisként kategorizálják. Többféle erősségben megjelenhet, az enyhétől az elviselhetetlenig. Az időtartama, valamint előfordulásának gyakorisága azok a tényezők, amelyek általában meghatározzák az erősségét. A szenvedéshez való viszony eltérő lehet, a szenvedőben vagy a többi emberben, attól függően, hogy mennyire tekinthető elkerülhetőnek, vagy elkerülhetetlennek, hasznosnak vagy haszontalannak, megérdemeltnek vagy meg nem érdemeltnek.
A szenvedés az érző lények életében számos módon jelentkezhet, gyakran drámaian is. Ennek az eredménye, hogy az emberi tevékenység átfogóan foglalkozik a szenvedéssel.  A szenvedés természete, annak folyamatai, eredete, okai, jelentése, jelentősége és a hozzá kapcsolódó személyes, társadalmi, kulturális viselkedésformák, a jogorvoslati lehetőségei, kezelése és felhasználása jelentik ezen vizsgálat alapját.

## Filozófia
A hedonizmus, mint etikai elmélet azt állítja, hogy jó és a rossz végső soron az örömből és a fájdalomból fakad. Sok hedonista, összhangban Epikuroszal, és szemben a tanításai népszerű értelmezésével azt tanítja, hogy arra kell törekedni, hogy először elkerüljük a szenvedést, és hogy a legnagyobb öröm a mély nyugalom (ataraxia) állapotából fakad, amely mentes a aggódó törekvéstől, vagy a mulandó örömök kellemetlen következményeitől.
A sztoikus filozófia szerint a legnagyobb jó az értelemben és az erényben rejlik, de a lélek a legjobban ezt a fájdalom és az öröm felé érzett egyfajta közönyön (apatheia) keresztül éri el: ennek következtében, ezt a tant a szigorú önkontrollal azonosították.
Egy másik kapcsolódó tan ami a szenvedéstől való megkönnyebbüléssel kapcsolatos, a humanitáriusság (humanitárius elvek, a humanitárius segítségnyújtás, humánus társadalom). "Ahol humanitárius erőfeszítések törekednek a pozitív hatásra az érző lények boldogságában, azt jelenti hogy a boldogtalan embereket boldoggá teszik, ahelyett mint az egyébként is boldogot még boldogabbá. (...) [Az emberségesség] egy összetevő a sok társadalmi hozzáállás között; a modern világban annyira különböző mozgalmakba tömörült (...), hogy aligha mondható el, hogy önmagában létezik."
A pesszimisták ezt a világot elsősorban rossznak tartják, vagy még a lehető legrosszabbnak is, többek között olyannak ami elviselhetetlen és benne a szenvedés megállíthatatlan. Néhányan a szenvedést a világ természetének tekintik, és arra a következtetésre jutnak, hogy jobb lenne, ha az élet egyáltalán nem is létezne. Arthur Schopenhauer azt tanácsolja nekünk, hogy vegyünk menedéket az olyan dolgokban, mint a művészet, a filozófia és a velünk együtt szenvedők felé érzett tolerancia.
Friedrich Nietzsche – először Schopenhauer hatása alatt – egészen más hozzáállást alakított ki, azzal érvelve, hogy az élet szenvedése termékeny. Ezzel magasztalta fel a hatalom akarását, és vetette meg a gyenge együttérzést vagy a sajnálatot, valamint javasolta, hogy támogassuk tudatosan az legnagyobb szenvedések "végső visszatérését".[forrás?]
A fájdalom filozófiája a filozófia olyan szakterülete, ami elsősorban a fizikai fájdalomra fókuszál, ezen keresztül vonatkozik általánosságában a szenvedésre is.

## Vallás
A szenvedés fontos szerepet játszik számos vallás életében: a vigasz, vagy a megkönnyebbülés vonatkozásában; az erkölcsi kódex miatt is (nem ártani, segítsd a szenvedőt, mutass együttérzést); az élet nehézségei során ébredő spirituális kiteljesedés értelmében, vagy az önként vállalt megszorításokban (húsról való lemondás, bűnbánat, aszkézis); végső sorsban (üdvösség, kárhozat, pokol). A teodicea foglalkozik a rossz problémájával, amelyben nehéz összeegyeztetni a mindenható, jóságos isten létezését, a gonosz létezésével: az elemi gonoszsággal, ami sok ember számára az extrém szenvedés oka, különösen az ártatlan gyermekek számára. Nehéz összeegyeztetni azzal is, hogy bizonyos lényeket örök gyötrelmekre ítél (pokol probléma).
A buddhizmusban a szenvedés a „nemtudás” (avidjá) miatt van. Ez a négy nemes igazság nem teljes értését, a valóság természetének alapvető félreértelmezését jelenti. Az avidjá a függő keletkezés tizenkét oksági láncolatában az első — a sorozat a karmikus folyamatot ábrázolja, amely az érző lényeket a szamszárában tartja (létforgatag). A buddhizmusban a szenvedés kulcsfontosságú szerepet játszik a megvilágosodás elérésében. A szenvedés természetének megértése, annak okának feltárása, megszüntetése és az út, ami ehhez vezet (a nemes nyolcrétű ösvény) a buddhizmus lényegi gyakorlását jelenti. Úgy vélik, hogy a szenvedéstől (dukkha) való megszabadulás, illetve az együttérzés (karuná) gyakorlása, valamint az éberség (szati), alapvető a szent élethez és a nirvána eléréséhez, így a szenvedés megszüntetése által elérhető a buddhaság.
A hinduizmus úgy tartja, hogy a szenvedés a személy negatív viselkedéséből természetesen következik, amit az ember a jelenlegi életében vagy az elmúlt életeiben követett el (karma). Az egyénnek el kell fogadnia a szenvedést mint következményt, és mint lehetőséget a spirituális fejlődéshez. Így a lélek vagy igazi önvaló, amely örökké szabad mindenféle szenvedéstől, képes megmutatkozni a személyben, aki így megvalósítja a felszabadulást (móksa). Az megtartóztatás attól, hogy fájdalmat okozzunk más lényeknek (ahimsza) a hinduizmus egyik központi eleme. A szenvedést az emberi tapasztalat magában foglalt hatásának gondolják. Ezen túl a hinduk a megvilágosodást, és az emberi szenvedés végét az életről szóló kérdések megválaszolásával szeretnék elérni. Ez ahhoz vezet, hogy Istennel egyesülnek, valamint megtalálják szenvedésük értelmét és végső soron elérik a boldogságot.
A kereszténység is úgy véli, hogy az emberi szenvedés fontos szerepet játszik a vallásban. A szenvedés csak akkor pozitív tapasztalat, ha értelmesebb élethez vezet, mint  ahogyan Jézus szenvedett a másik ember életéért az engesztelés közepette. A szenvedés az az idő, amikor megtaláljuk Istent és eközben értékeljük hitünket. Ez lehetővé teszi, hogy a keresztények szembenézzenek az emberi tapasztalat valóságával és megértsék az istenséget.
A hinduizmus és a kereszténység hasonló nézőpontból közelíti meg a szenvedést. Mindkét vallás felismeri, hogy szükség van Istenre, valamint az erkölcsi jelentőségére Istennek, amit a szenvedés biztosít. Ez lehetővé teszi, hogy a megvilágosodást elérjék, és a szenvedés egy velejárója a hitnek, ahelyett hogy probléma volna. Ezek az emberi tapasztalatok szenvedéssel kapcsolatban mind a hinduizmus, mind a kereszténység részéről azt segítik, hogy a tanítók hangsúlyozhassák, hogy szükség van a vallások közötti párbeszédre és a vallásos nevelésre az iskolákban.
Az Iszlám szerint a hívőnek reménnyel és hittel kell viselni a szenvedést, nem pedig ellenállni vagy megkérdőjelezni hogy miért is van, elfogadni Allah akaratának, és a hit próbájaként felfogni (Allah soha nem kér többet, mint amit el lehet viselni). Azon is dolgozni kell, hogy enyhítsük mások a szenvedését, csakúgy, mint a saját magunkét. A szenvedést az Iszlámban úgy tekintik, mint ajándékot az emberiségnek. A szenvedés ajándékán keresztül a Feledékenység Fátyla szétszakad, a szenvedő emlékszik Istenre és kapcsolódik vele. Amikor az emberek szenvednek, Isten emlékezteti őket önmagára. Más Iszlám hagyományok szerint a szenvedés megtisztítja a bűnöktől az emberiséget, megtisztítja a lelket is és  hatalmas jutalmat hoz a túlvilágon.
A Bibliában Jób könyve magyarázza a szenvedés természetét és jelentését. Ez kiegészül a Héber Bibliában Ézsaiás próféta könyvével, valamint a Jeremiás könyvével, ami a meghódított nemzet érzelmi és testi szenvedésével foglalkozik, ahogyan a legyőzött lakosság kénytelen fogságban, idegen földön szenvedésekkel teljes száműzetésbe vonulni.
Az Újszövetségben, a szenvedést a keresztre feszítés fájdalmain keresztül mutatják be, a és a húsvét utáni magyarázatokban. A szenvedést, ami a büntetéshez kapcsolódik János Apokalipszisában részletezik, ahol az utolsó ítéletet úgy ábrázolják, mint kárpótlást a bűnökért és rossz cselekedetekért. II. János Pál pápa írta az "Emberi Szenvedés Keresztény Jelentését". Ez az értelmezés a megváltó szenvedés körül forog.
A Bahái hit szerint minden szenvedés a fizikai élet rövid, ideiglenes megnyilvánulása, amelynek forrásai anyagi szempontok, a fizikai létezés, és a gyakori hozzá való ragaszkodás, mivel a spirituális világban csak öröm létezik. Abdolbahá, mondja a következőt: "ezek a példák megmutatják, hogy a próbák amelyekkel minden lépésünkkel megküzdünk, minden bánatunk, fájdalmunk, szégyenünk és gyászunk az anyag világában születik; míg a spirituális Királyság soha nem okoz szomorúságot. Egy ember aki a gondolataival ebben a Királyságban él, örökös örömöt ismer. A bajok amit minden test örököl, nem mennek el mellette, csak megérintik életének felszínét, a mélység pedig nyugodt és derűs." (Párizsi Beszélgetések, 110. o. az angol változatban).

## Művészet és irodalom
Művészi, irodalmi művek gyakran foglalkoznak a szenvedéssel, gyakran nagy árat fizetve az alkotók vagy előadók részéről. Az Irodalmi, Művészeti, és Orvosi Adatbázis egy listát kínál ilyen művekről, művészet, film, irodalom, színház kategóriákban.

## Felhasználása

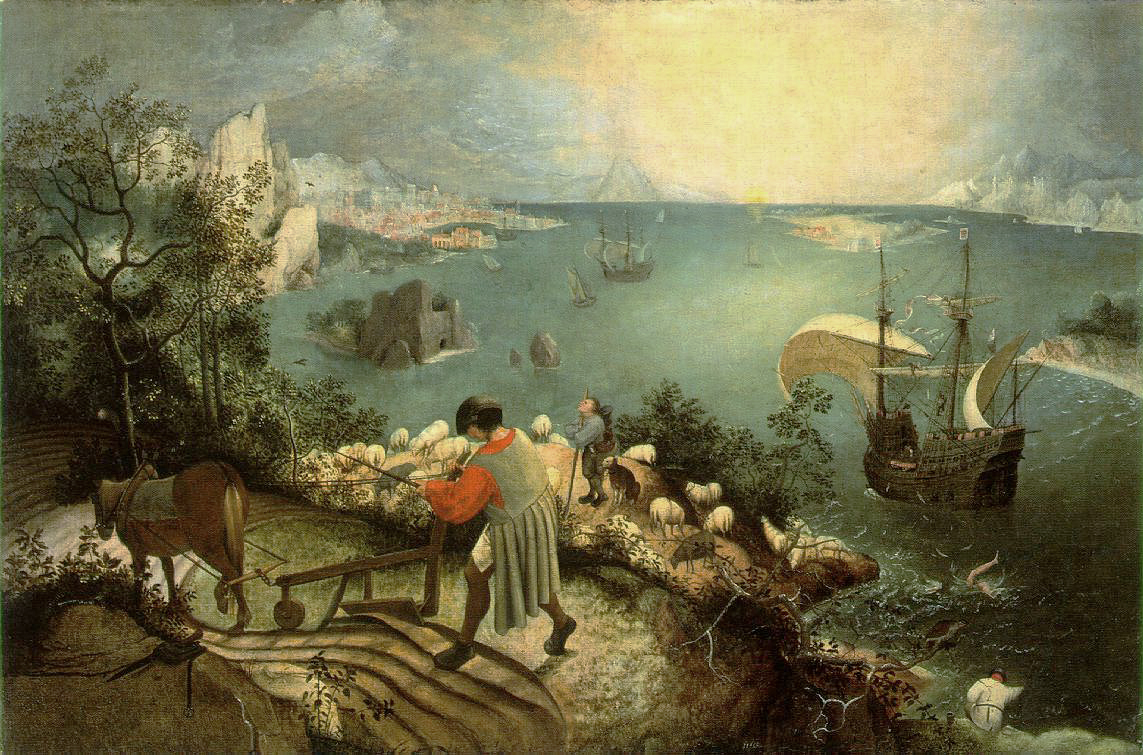
Táj Ikarosz elbukásával (id. Pieter Brueghel)

Az emberek a szenvedést bizonyos társadalmi vagy személyes célokra használják az emberi élet sok területén, mint ahogyan az alábbi esetekben látható:
- A művészetekben, az irodalomban, vagy a szórakoztatásban, az emberek a szenvedést, a létrehozásra, a teljesítményre, vagy az élvezet elérésére használhatják. A szórakoztatás különösképp használja a szenvedést, a véres játékokon, az erőszakon, a médián, vagy az erőszakos videojátékokon keresztül. A body art több-kevesebb szenvedéssel jár együtt. A body art leggyakoribb formái a tetoválás, piercing, a hegesítés, és az emberi billog. A body art egyik alkategóriája, a performansz, amelyben például a test megcsonkítása vagy a fizikai korlátok kitágítása jelenik meg.
- Az üzleti és egyéb szervezetek, a szenvedést arra használják, hogy  embereket vagy állatokat megfelelő viselkedésre bírjanak.
- A bűnügyi összefüggésben, az emberek a szenvedést, kényszerítésre, bosszúra, vagy örömszerzésre használhatják.
- Az személyek közötti kapcsolatban a szenvedés többféle okból megjelenhet, leginkább a családokban, iskolákon vagy munkahelyeken. Ilyen megjelenési formái különösen a visszaélés, illetve a büntetés. Más tekintetben, a betegek és az áldozatok a szenvedést többé-kevésbé önként használják arra, hogy elsődleges, másodlagos, vagy harmadlagos haszonra tegyenek szert.
- A törvényben a szenvedést büntetésre használják (lásd a büntető törvénykönyvet); az áldozatok annak érdekében hivatkozhatnak rá, hogy a jogi szövegek mit tekintenek "fájdalomnak és szenvedésnek",  hogy kártérítést kapjanak; az ügyvédek érvként használhatják az áldozat szenvedését a vádlott ellen; a hatóságok időnként könnyű vagy nehéz kínzást vetnek be annak érdekében, hogy információkat szerezzenek vagy vallomást csikarjanak ki.
- A híradóban a szenvedés gyakran nyersanyag.
- Az emberek gyakran pozitív módon használják a szenvedést.[12] A személyes szenvedés karakterfejlődéshez, spirituális növekedéshez és erkölcsi értékekhez vezethet, ha a keserűséget, és a depressziót elkerülik.[13] A szenvedés arra motiválhat, hogy megszabaduljunk tőle és inspiráló irányt mutathat az egyén életének. Ugyanakkor önkárosítóak is lehetnek az emberek ilyen módon. Néhányan kényszeres ragaszkodnak a fájdalmas érzésekhez, annak érdekében, hogy megvédjék magukat attól, hogy meglássák a nem tudatos múltbéli tapasztalatok eredetét. Egyesek függenek attól, hogy olyan kellemetlen érzelmekbe vonják magukat, mint a félelem, a düh vagy a féltékenység. Önbántalmazáshoz is folyamodhatnak, hogy a szinte elviselhetetlen elmeállapotból felszabaduljanak és ezzel elérjék, hogy örömmel könnyebbülnek meg.
- A politikában céltudatosan használják a fájdalmat a háború, a kínzás, és a terrorizmus során; az emberek a versenytársakkal szemben felhasználhatják a szenvedést nem erőszakos hatalmi harcokban; vannak akik azzal érvelnek, hogy egy intézkedés megelőz szenvedést vagy felszabadít alóla; illetve bizonyos egyének vagy csoportok a múltbéli szenvedést mint politikai előnyt használhatják a saját javukra.
- A vallás, a szenvedést felhasználja különösen, hogy spirituális növekedésben segítsen, hogy az inspiráljon, együtt érzésre sarkalljon és segítséget nyújtsunk miatta, vagy éppen, hogy  a szenvedés ijesszen vagy büntessen meg.
- Az beavatási rítusoknál  a szenvedés használata gyakori.
- A tudományban emberek és állatok néha szenvedésnek vannak kitéve, aminek az a célja, hogy alátámasszák a szenvedés jelenségének tanulmányozásához szükséges tapasztalatokat.
- A szexben - különösen a szadizmus, mazochizmus, vagy a BDSM során - az egyének bizonyos mennyiségű fizikai vagy lelki szenvedésnek vannak kitéve (pl. fájdalom, megaláztatás).
- A sportban a szenvedést arra is lehet használni, hogy a sportoló jobban teljesítsen mint a versenytársak, vagy önmaga.

## Fordítás
Ez a szócikk részben vagy egészben  a   Suffering című angol Wikipédia-szócikk ezen változatának fordításán alapul.  Az eredeti cikk szerkesztőit annak laptörténete sorolja fel. Ez a jelzés csupán a megfogalmazás eredetét és a szerzői jogokat jelzi, nem szolgál a cikkben szereplő információk forrásmegjelöléseként.